# Moss Point
Moss Point es una ciudad situada en el condado de Jackson, Misisipi, Estados Unidos. Tiene una población estimada, a mediados de 2023, de 11 890 habitantes.

## Demografía

### Censo de 2020
Según el censo de 2020, en ese momento la localidad tenía una población de 12 147 habitantes. La densidad de población era de 194.51 hab./km². Había 6011 viviendas, lo que representa una densidad de 96.3/km².
| Raza                   | Núm. | Porc.  |
| ---------------------- | ---- | ------ |
| Afroamericanos         | 8697 | 71.60% |
| Blancos                | 2677 | 22.04% |
| Amerindios             | 39   | 0.32%  |
| Asiáticos              | 41   | 0.32%  |
| Isleños del Pacífico   | 1    | 0.01%  |
| De otras razas         | 249  | 2.05%  |
| De una mezcla de razas | 443  | 3.65%  |

Del total de la población, el 3.70% eran hispanos o latinos de cualquier raza.

### Estimación 2018-2022
Según la estimación 2018-2022 de la Oficina del Censo, el 21.4% de los habitantes tienen menos de 18 años, el 58.6% tienen entre 18 6 y 64 años y el 20.0% tienen 65 años o más.
Los ingresos medios de los hogares de la localidad son de $44,799 y los ingresos medios de las familias son de $55,982. Los ingresos per cápita en los últimos doce meses, medidos en dólares de 2022, son de $24,109.Alrededor del 19.3% de la población está por debajo de la línea de pobreza, entre ellos el 24.7% de los menores de 18 años y el 11.0% de quienes tienen 65 años o más.

## Geografía
Según la Oficina del Censo, la localidad tiene una superficie total de 68.80 km² de los cuales 62.45 km² corresponden a tierra firme y 6.35 km² están cubiertos de agua.